# تاباک (عطر)
تاباک یک عطر تجاری است که توسط Mäurer & Wirtz در سال ۱۹۵۹ ایجاد شده‌است. گفته می‌شود که این عطر رایحه ای گلی دارد و حاوی ترکیبی از ترنج، نرولی، اسطوخودوس است و ته‌مایه ای از تنباکو، خزه بلوط و وانیل دارد. این رایحه در محصولات مختلف با نام تجاری Tabac از جمله ادو تویلت، ادکلن، صابون اصلاح، افترشیو و دئودورانت استفاده می‌شود.